# Kappa Ebisen

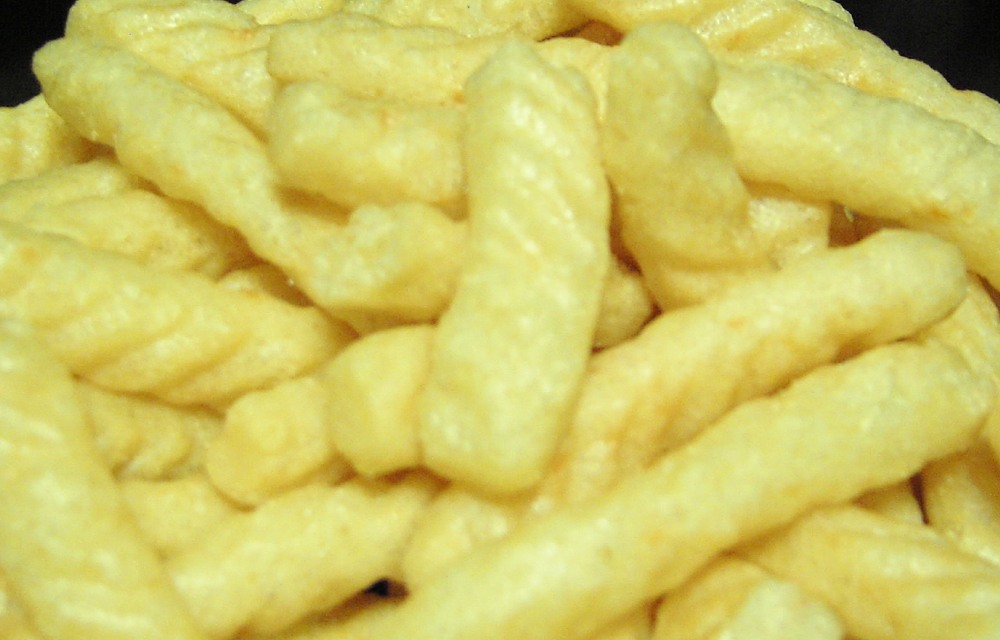
Trozos de Kappa Ebisen.

El Kappa Ebisen (かっぱえびせん?) es un aperitivo japonés producido por Calbee en Japón. Es un aperitivo crujiente con sabor a gamba y aspecto parecido al de las patatas fritas, muy popular en ese país.
Sus ingredientes principales son las harina de trigo, el aceite vegetal, almidón, gamba, azúcar, sal, levadura y edulcorantes.

## Historia
El Kappa Ebisen apareció en el mercado en 1964 y desde entonces ha ganado una amplia popularidad entre los consumidores de aperitivos japoneses.
En 1966 Calbee empezó a exportar el Kappa Ebisen a Hawái y el sureste asiático. Actualmente se vende en docenas de países de todo el mundo.

## Variantes
Hay otros sabores diferentes de Kappa Ebisen, como por ejemplo a curry, disponibles en Japón y unos pocos países más.
Un producto parecido llamado Saewoo Ggang (새우깡) ha sido fabricado por Nongshim en Corea del Sur desde 1971. No tiene licencia de Calbee.